# Sofia Östling
Eva Sofia Östling, född 21 november 1992 i Gagnefs församling, Dalarna, är en svensk organist, och körledare anställd vid Allhelgonakyrkan, Lund.

## Biografi
Östling är utbildad vid Kungliga musikhögskolan i Stockholm, Högskolan för scen och musik i Göteborg, Musikhögskolan i Malmö och Conservatorium van Amsterdam(en). Hon har bland annat verkat som kyrkomusiker i Eslövs pastorat och Vä-Skepparslövs pastorat. I september 2021 tillträdde hon som organist i Lunds Allhelgonaförsamling med ansvar för musikverksamheten samt som körledare för körerna Helgonakören  och Allhelgona Motettkör.
Östling är också verksam som kompositör. 2017 komponerade hon ny musik för bygdespelet Ingmarsspelen i Nås. Musiken är framtagen med hänsyn till att den mångåriga folkmusiktraditionen ska bevaras och fungerar tillsammans med den nya musiken, som ska binda samman pjäsens olika delar och reflektera berättelsens handling. Musiken utförs live vid varje föreställning på traditionella instrument.
2024 komponerade Östling musiken och Åsa Hagberg skrev texten till ”Om Gud skulle vandra på jorden” som är ett beställningsverk av Sveriges Radio.
Från årsmötet 2020 till årsmötet i mars 2025 var Östling ordförande för Skånes Spelmansförbund.
Östling bildade på internationella kvinnodagen den 8 mars 2024 föreningen Sveriges Kvinnliga Organister, tillsammans med domkyrkoorganisten Sara Michelin och stiftsmusiker Maria Säfsten i Strängnäs stift. 